# 日本極道史
『日本極道史』（にほんごくどうし）は、村上和彦による日本の漫画。村上和彦の代表作であり、シリーズ中で多数の作品が映画化・Vシネマ化された。『日本極道史 昭和編』（愛蔵版 全23巻 / Kindleおよびebookjapanなど電子書籍版 全35巻）、『日本極道史 平成編』（全22巻）、『日本極道史 番外編』（全4巻）からなる。

## 概要

### 昭和極道史
元々は日本文華社（ぶんか社）の漫画雑誌『特集漫画トピックス』に『昭和極道史』のタイトルで1970年から連載されたもので、連載中の1971年に「昭和極道史 逆縁の盃」が『現代やくざ 盃返します』（主演：菅原文太）として映画化される。1972年、村上和彦原案、梅宮辰夫主演で『昭和極道史』が映画化。
1974年より1988年まで日本文華社から文華コミックス版単行本『昭和極道史』（全34巻）が刊行された。
オムニバス形式で、数十ページから単行本1巻程度で終わる短いストーリーもあるが、「首領への道」など単行本数巻におよぶ長いストーリーもある。
日本文華社版は全国の極道代紋につき一覧を収録した。
1997年から菅原文太ジャケット版『昭和極道史』（全20巻）を竹書房バンブーコミックスから刊行。

### 日本極道史
1989年5月から1990年12月にかけて、文華コミックス版『昭和極道史』を再編集して『 日本極道史 昭和編』（全23巻）のタイトルで竹書房バンブーコミックスから刊行された。
1994年4月から『日本極道史 平成編』（全22巻）を竹書房バンブーコミックスから刊行。
1994年8月から『日本極道史 番外編 極道の門』（全4巻）を竹書房バンブーコミックスから刊行。
電子書籍版
- 「グループ・ゼロ」版

2016年から電子書籍版『日本極道史 昭和編』（全35巻）を発行。
2017年、『日本極道史 平成編』（「第三の極道」除く全11巻）『日本極道史 番外編 極道の門』（全4巻）を発行。
- 「ゴマブックス」版

2022年、ゴマブックスより『愛蔵版 日本極道史 昭和編』（全23巻）、新装版として『東京魔悲夜 日本極道史 平成編 新装版』（全7巻）、『第三の極道 日本極道史 平成編 新装版』（全11巻）、『極道の門 日本極道史 番外編 新装版』（全4巻）を発行。

## 昭和極道史

### 文華コミックス版『昭和極道史』（全34巻）
発行：日本文華社。全34巻。『日本極道史 昭和編』のオリジナル。
1. 昭和極道史1 残侠の盃（1974年7月1日）ISBN 978-4821190010
2. 昭和極道史2 さらば仁義
3. 昭和極道史3 龍神三兄弟
4. 昭和極道史4 日本暴力地帯
5. 昭和極道史5 殺しの代紋
6. 昭和極道史6 逆縁の紋章
7. 昭和極道史7 やくざの憲法
8. 昭和極道史8 鮮血の掟
9. 昭和極道史9 大阪仁義戦争
10. 昭和極道史10 終わりなき戦い
11. 昭和極道史11 日本若頭列伝
12. 昭和極道史12 野望の軍団
13. 昭和極道史13 大阪暗黒街
14. 昭和極道史14 墓標なき死闘
15. 昭和極道史15 首領への道
16. 昭和極道史16 殺戮の応酬
17. 昭和極道史17 三代目襲名
18. 昭和極道史18 仁義の嵐
19. 昭和極道史19 仁義の終焉
20. 昭和極道史20 任侠血風録
21. 昭和極道史21 誇り高き戦い
22. 昭和極道史22 果てなき野望
23. 昭和極道史23 任侠は死なず
24. 昭和極道史24 出獄の嵐
25. 昭和極道史25 不敵なる挑戦
26. 昭和極道史26 関西幹部会
27. 昭和極道史27 総長襲名
28. 昭和極道史28 仁義絶叫
29. 昭和極道史29 修羅の仁義
30. 昭和極道史30 仁義、関東嵐
31. 昭和極道史31 修羅の墓場
32. 昭和極道史32 伊予路水滸伝
33. 昭和極道史33 伊予路市街戦
34. 昭和極道史34 進攻許さず（1988年9月1日）ISBN 978-4821192434

### バンブーコミックス版『昭和極道史』（全20巻）
発行：竹書房。全20巻。各巻ジャケットに菅原文太。オリジナルは文華コミックス版『昭和極道史』。
1. 昭和極道史1 首領への道 第1部（1997年11月）ISBN 978-4812451601
2. 昭和極道史2 首領への道 第2部
3. 昭和極道史3 首領への道 第3部
4. 昭和極道史4 首領への道 第4部
5. 昭和極道史5 誇り高き戦い 第1部
6. 昭和極道史6 誇り高き戦い 第2部
7. 昭和極道史7 誇り高き戦い 第3部
8. 昭和極道史8 誇り高き戦い 第4部
9. 昭和極道史9 誇り高き戦い 第5部
10. 昭和極道史10 誇り高き戦い 第6部
11. 昭和極道史11 仁義絶叫 第1部
12. 昭和極道史12 仁義絶叫 第2部
13. 昭和極道史13 仁義絶叫 第3部
14. 昭和極道史14 野望の軍団 第1部
15. 昭和極道史15 野望の軍団 第2部
16. 昭和極道史16 野望の軍団 第3部
17. 昭和極道史17 伊予路水滸伝 第1部
18. 昭和極道史18 伊予路水滸伝 第2部
19. 昭和極道史19 伊予路水滸伝 第3部
20. 昭和極道史20 残侠の盃（1999年2月）ISBN 978-4812452608

## 日本極道史（バンブーコミックス）
発行：竹書房。

### 愛蔵版 日本極道史 昭和編（全23巻）
全23巻。1989年5月から1990年12月にかけて発売。文華コミックス版『昭和極道史』を再編集したもの。

### 日本極道史 平成編
1. 日本極道史 平成編 東京魔悲夜1（1994年4月）ISBN 978-4884757076
2. 日本極道史 平成編 東京魔悲夜2
3. 日本極道史 平成編 東京魔悲夜3
4. 日本極道史 平成編 東京魔悲夜4
5. 日本極道史 平成編 東京魔悲夜5
6. 日本極道史 平成編 東京魔悲夜6
7. 日本極道史 平成編 東京魔悲夜7
8. 日本極道史 平成編 極道番外地1
9. 日本極道史 平成編 極道番外地2
10. 日本極道史 平成編 修羅の劇場1
11. 日本極道史 平成編 修羅の劇場2
12. 日本極道史 平成編 第三の極道 裏盃の軍団 第1巻
13. 日本極道史 平成編 第三の極道 裏盃の軍団 第2巻
14. 日本極道史 平成編 第三の極道 裏盃の軍団 第3巻
15. 日本極道史 平成編 第三の極道 裏盃の軍団 第4巻
16. 日本極道史 平成編 第三の極道 裏盃の軍団 第5巻
17. 日本極道史 平成編 第三の極道 裏盃の軍団 第6巻
18. 日本極道史 平成編 第三の極道 裏盃の軍団 第7巻
19. 日本極道史 平成編 第三の極道 裏盃の軍団 第8巻
20. 日本極道史 平成編 第三の極道 裏盃の軍団 第9巻
21. 日本極道史 平成編 第三の極道 裏盃の軍団 第10巻
22. 日本極道史 平成編 第三の極道 裏盃の軍団 第11巻（1998年6月）ISBN 978-4812452103

### 日本極道史 番外編
1. 日本極道史 番外編 極道の門1 雷鳴の章（1994年8月）ISBN 978-4884757465
2. 日本極道史 番外編 極道の門2 飛龍の章
3. 日本極道史 番外編 極道の門3 臥龍の章
4. 日本極道史 番外編 極道の門4 闘龍の章（1994年11月）ISBN 978-4884757496

## 電子書籍版 日本極道史（提供出版社：グループ・ゼロ）

### 日本極道史 昭和編（全35巻）
1. 日本極道史 昭和編1 残侠の盃（2016年7月）
2. 日本極道史 昭和編2 殺しの仁義塚
3. 日本極道史 昭和編3 さらば仁義
4. 日本極道史 昭和編4 やくざの憲法 襲名
5. 日本極道史 昭和編5 やくざの憲法 破門
6. 日本極道史 昭和編6 終りなき戦い
7. 日本極道史 昭和編7 首領への道 第一部
8. 日本極道史 昭和編8 首領への道 第二部 殺戮の応酬
9. 日本極道史 昭和編9 首領への道 第三部 三代目襲名
10. 日本極道史 昭和編10 首領への道 第四部 仁義の嵐
11. 日本極道史 昭和編11 首領への道 第五部 仁義の終焉
12. 日本極道史 昭和編12 龍神三兄弟
13. 日本極道史 昭和編13 日本暴力地帯 第一部
14. 日本極道史 昭和編14 日本暴力地帯 第二部 殺しの代紋
15. 日本極道史 昭和編15 日本暴力地帯 第三部 逆縁の紋章
16. 日本極道史 昭和編16 誇り高き戦い 第一部
17. 日本極道史 昭和編17 誇り高き戦い 第二部 果てなき野望
18. 日本極道史 昭和編18 誇り高き戦い 第三部 出獄の嵐
19. 日本極道史 昭和編19 誇り高き戦い 第四部 関西幹部会
20. 日本極道史 昭和編20 誇り高き戦い 第五部 総長襲名
21. 日本極道史 昭和編21 仁義の墓標
22. 日本極道史 昭和編22 野望の軍団 第一部
23. 日本極道史 昭和編23 野望の軍団 第二部 大阪暗黒街
24. 日本極道史 昭和編24 野望の軍団 第三部 墓標なき死闘
25. 日本極道史 昭和編25 伊予路水滸伝 第一部
26. 日本極道史 昭和編26 伊予路水滸伝 第二部 伊予路市街戦
27. 日本極道史 昭和編27 伊予路水滸伝 第三部 進攻許さず
28. 日本極道史 昭和編28 伊予路水滸伝 完結編 勲章なき決着
29. 日本極道史 昭和編29 昭和最後の任侠
30. 日本極道史 昭和編30 仁義絶叫 第一部
31. 日本極道史 昭和編31 仁義絶叫 第二部 修羅の仁義
32. 日本極道史 昭和編32 仁義絶叫 第三部 仁義関東嵐
33. 日本極道史 昭和編33 仁義絶叫 第四部 修羅の墓場
34. 日本極道史 昭和編34 残侠仁義華
35. 日本極道史 昭和編35 修羅の紋章（2017年2月）

### 日本極道史 平成編
※「日本極道史 平成編 第三の極道 裏盃の軍団」（全11巻）の電子書籍版は、2022年にゴマブックスから発行。
1. 日本極道史 平成編 東京魔悲夜1（2017年3月）
2. 日本極道史 平成編 東京魔悲夜2
3. 日本極道史 平成編 東京魔悲夜3
4. 日本極道史 平成編 東京魔悲夜4
5. 日本極道史 平成編 東京魔悲夜5
6. 日本極道史 平成編 東京魔悲夜6
7. 日本極道史 平成編 東京魔悲夜7
8. 日本極道史 平成編 極道番外地1
9. 日本極道史 平成編 極道番外地2
10. 日本極道史 平成編 修羅の劇場1
11. 日本極道史 平成編 修羅の劇場2（2017年3月）

### 日本極道史 番外編
1. 日本極道史 番外編 極道の門1 雷鳴の章（2017年4月28日）
2. 日本極道史 番外編 極道の門2 飛龍の章
3. 日本極道史 番外編 極道の門3 臥龍の章
4. 日本極道史 番外編 極道の門4 闘龍の章（2017年4月28日）

## 電子書籍版 日本極道史（提供出版社：ゴマブックス）
2022年、ゴマブックスより発行。
- 愛蔵版 日本極道史 昭和編（全23巻）※初電子書籍化
- 日本極道史 平成編 東京魔悲夜 新装版（全7巻）
- 日本極道史 平成編 極道番外地 新装版（全2巻）
- 日本極道史 平成編 修羅の劇場 新装版（全2巻）
- 日本極道史 平成編 第三の極道 新装版（全11巻）※初電子書籍化
- 日本極道史 番外編 極道の門 新装版（全4巻）

## 極道の門（全3巻）
桃園書房。全3巻。「昭和極道史」「日本極道史」、どちらの冠もない。後に、竹書房バンブーコミックスから「日本極道史 番外編」として再発、全4巻。
1. 極道の門 第1巻 雷鳴の章（1991年2月25日）
2. 極道の門 第2巻 飛龍の章（1992年4月25日）
3. 極道の門 第3巻 臥龍の章（1993年6月25日）

## 実写映像化

### 映画
- 現代やくざ 盃返します（1971年4月3日公開、東映、原作「昭和極道史 逆縁の盃」）主演：菅原文太
- 昭和極道史（1972年10月12日公開、東映）主演：梅宮辰夫
- 極道の門 実録・大阪頂上戦争（1994年10月15日、ギャガ・コミュニケーションズ）主演：渡辺裕之
- 第三の極道（1995年1月17日、ヒーロー）主演：中条きよし
  - 新 第三の極道III（1996年8月31日、ミュージアム）主演：中条きよし
  - 新 第三の極道Ⅶ 劇場版（1996年、ミュージアム）主演：中条きよし
- 新GONIN（2000年9月2日、シネマパラダイス、原作「極道番外地」竹書房）主演：的場浩司
- 劇場版 首領への道 前編・後編（2003年、村上劇画プロ=シネマ・クロッキオ）主演：清水健太郎

### Vシネマ
- 日本極道史 血に染まりし代紋（1994年11月22日）主演：田中健
- 極道の門2 二代目・流血の盃（1995年）主演：渡辺裕之
  - 極道の門3 最後の首領（1995年）主演：渡辺裕之
- 日本極道史 残侠の盃（1995年7月14日）主演：清水宏次朗
- 東京魔悲夜（1995年・1996年）主演：竹内力
  - GANGSTER 東京魔悲夜 外伝（1996年・1997年）主演：竹内力
- 新 第三の極道（1996年 - 2000年、原作：日本極道史「平成編」竹書房）全12作 主演：中条きよし
- 日本暴力地帯（1997年 - 1998年、原作「昭和極道史 日本暴力地帯」）全4作 主演：中条きよし
- 首領への道（1998年 - 2005年）全25作 主演：清水健太郎
- 日本極道史 仁義絶叫（1999年-2000年）全5作 主演：本宮泰風
- 日本極道史 誇り高き戦い（1999年12月24日）主演：木村一八
- 龍神三兄弟（2000年1月21日、原作「日本極道史 龍神三兄弟」）主演：渡辺裕之
- 日本極道史 さらば仁義（2000年10月13日）全2巻 主演：清水健太郎
- 傷だらけの仁義（2000年7月21日、原作「日本極道史 殺しの仁義塚」）主演：竹内力
- 終りなき戦い（2000年9月、原作「日本極道史 終りなき戦い」）主演：渡辺裕之
- 新GONIN2 極道番外地（2001年2月21日、原作「極道番外地」竹書房）主演：的場浩司
- 実録・瀬戸内やくざ戦争 伊予路水滸伝（2003年1月25日、原案「昭和極道史 伊予路水滸伝」）主演：翔
- 修羅の門（2004年、村上和彦映像化100本記念作品）主演：小沢仁志
- 誇り高き野望（2005年）主演：武蔵拳
- 東京NEO魔悲夜（2008年・2009年、原作「日本極道史 平成編 東京魔悲夜」）全3作 主演：村上淳
- 新・首領への道（2008年・2009年、原作「首領への道」）全6作 主演：小沢仁志(1-4) / 虎牙光揮(5・6)
- 裏盃の軍団（2010年、原作「第三の極道」より）全3巻 主演：中野英雄
- 新・日本暴力地帯（2010年、原作「昭和極道史 日本暴力地帯」）主演：虎牙光揮
- 修羅の宿命（2012年、原作「日本極道史 極道番外地」）主演：金子賢
- 暴力列島（2013年11月1日、原作「日本極道史 殺しの仁義塚」）主演：今井雅之
- 最後の極道（2014年4月4日、原作「昭和極道史 任侠血煙り不動」より）主演：中野英雄
- 代紋の墓場（2015年3月25日 - 2016年12月15日、原作「日本極道史 仁義絶叫」）全8作 主演：木村一八
- 裏門釈放（2017年5月25日、原作「日本極道史 裏門釈放」より）全2作 主演：木村一八
- 極道の門（2018年1月25日 - 2025年2月5日、原作「日本極道史番外編 極道の門」）全11作 主演：木村一八
- キングダム 〜首領になった男〜（2019年8月 - 2020年7月、原作「昭和極道史 首領への道」）全6作 主演：本宮泰風